# Lednagullin
Lednagullin is een kustdorp in het noorden van de Schotse lieutenancy Sutherland in het raadsgebied Highland.